# Bono, Morbihan
Le Bono (tiếng Breton: Ar Bonoù) là một xã ở tỉnh Morbihan trong vùng Bretagne tây bắc Pháp. Xã này có diện tích 5,96 km², dân số năm 1999 là 1859 người. Khu vực này có độ cao từ 0-42 mét trên mực nước biển.
Cư dân của Le Bono danh xưng trong tiếng Pháp là Bonovistes.

## Tiếng Bretagne
Xã này đang triển khai một kế hoạch song ngữ thông qua Ya d'ar brezhoneg vào ngày 17/11/ 2008.